# Иностранные языки Видео снято в Рязанском политехническом колледже в марте 2013 года
Иностранные языки Видео снято в Рязанском политехническом колледже в марте 2013 года. Все мультфильмы: 1 марта 2013 г. - Ну, погоди! (1969-1986) (Дубляж на английском, венгерском, немецком, испанском, чешском, польском, словацком, латышском, литовском, эстонском, африкаанс, датском, нидерландском, норвежском, шведском, украинском, коми, белорусском, татарском, крымскотатарском, болгарском, греческом, македонском, румынском, португальском (Португалия), португальском (Португалия), итальянском, французском, арабском, персидском, армянском, китайском, корейском, японском, абхазском, аварском, осетинском, чеченском, азербайджанском, албанском, турецком, узбекском, казахском, киргизском, курдском, вьетнамском, грузинском, башкирском и эсперанто языках) - 2 марта 2013 г. - Бобик в гостях у Барбоса (1977) - 3 марта 2013 г. - Three Little Pigs (1933) (Дубляж на русском, венгерском, немецком, испанском, чешском, польском, словацком, латышском, литовском, эстонском, африкаанс, датском, нидерландском, норвежском, шведском, украинском, коми, белорусском, татарском, крымскотатарском, болгарском, греческом, македонском, румынском, португальском (Португалия), португальском (Португалия), итальянском, французском, арабском, персидском, армянском, китайском, корейском, японском, абхазском, аварском, осетинском, чеченском, азербайджанском, албанском, турецком, узбекском, казахском, киргизском, курдском, вьетнамском, грузинском, башкирском и эсперанто языках) - 4 марта 2013 г. - Blitz Wolf (1942) (Дубляж на русском, венгерском, немецком, испанском, чешском, польском, словацком, латышском, литовском, эстонском, африкаанс, датском, нидерландском, норвежском, шведском, украинском, коми, белорусском, татарском, крымскотатарском, болгарском, греческом, македонском, румынском, португальском (Португалия), португальском (Португалия), итальянском, французском, арабском, персидском, армянском, китайском, корейском, японском, абхазском, аварском, осетинском, чеченском, азербайджанском, албанском, турецком, узбекском, казахском, киргизском, курдском, вьетнамском, грузинском, башкирском и эсперанто языках) - 5 марта 2013 г. - One Ham's Family (1943) (Дубляж на русском, венгерском, немецком, испанском, чешском, польском, словацком, латышском, литовском, эстонском, африкаанс, датском, нидерландском, норвежском, шведском, украинском, коми, белорусском, татарском, крымскотатарском, болгарском, греческом, македонском, румынском, португальском (Португалия), португальском (Португалия), итальянском, французском, арабском, персидском, армянском, китайском, корейском, японском, абхазском, аварском, осетинском, чеченском, азербайджанском, албанском, турецком, узбекском, казахском, киргизском, курдском, вьетнамском, грузинском, башкирском и эсперанто языках) - 6 марта 2013 г. - Krtek malířem (1972) (Дубляж на русском, английском, венгерском, немецком, испанском, польском, словацком, латышском, литовском, эстонском, африкаанс, датском, нидерландском, норвежском, шведском, украинском, коми, белорусском, татарском, крымскотатарском, болгарском, греческом, македонском, румынском, португальском (Португалия), португальском (Португалия), итальянском, французском, арабском, персидском, армянском, китайском, корейском, японском, абхазском, аварском, осетинском, чеченском, азербайджанском, албанском, турецком, узбекском, казахском, киргизском, курдском, вьетнамском, грузинском, башкирском и эсперанто языках) - 7 марта 2013 г. - Reksio poliglota (1967) (Дубляж на русском, английском, венгерском, немецком, испанском, словацком, латышском, литовском, эстонском, африкаанс, датском, нидерландском, норвежском, шведском, украинском, коми, белорусском, татарском, крымскотатарском, болгарском, греческом, македонском, румынском, португальском (Португалия), португальском (Португалия), итальянском, французском, арабском, персидском, армянском, китайском, корейском, японском, абхазском, аварском, осетинском, чеченском, азербайджанском, албанском, турецком, узбекском, казахском, киргизском, курдском, вьетнамском, грузинском, башкирском и эсперанто языках) - 8 марта 2013 г. - Fantadroms (1985-1995) (Дубляж на русском, венгерском, немецком, испанском, чешском, польском, словацком, литовском, эстонском, африкаанс, датском, нидерландском, норвежском, шведском, украинском, коми, белорусском, татарском, крымскотатарском, болгарском, греческом, македонском, румынском, португальском (Португалия), португальском (Португалия), итальянском, французском, арабском, персидском, армянском, китайском, корейском, японском, абхазском, аварском, осетинском, чеченском, азербайджанском, албанском, турецком, узбекском, казахском, киргизском, курдском, вьетнамском, грузинском, башкирском и эсперанто языках) - 9 марта 2013 г. - Neparastie rīdzinieki (2001) (Дубляж на русском, английском, венгерском, немецком, испанском, чешском, польском, словацком, литовском, эстонском, африкаанс, датском, нидерландском, норвежском, шведском, украинском, коми, белорусском, татарском, крымскотатарском, болгарском, греческом, македонском, румынском, португальском (Португалия), португальском (Португалия), итальянском, французском, арабском, персидском, армянском, китайском, корейском, японском, абхазском, аварском, осетинском, чеченском, азербайджанском, албанском, турецком, узбекском, казахском, киргизском, курдском, вьетнамском, грузинском, башкирском и эсперанто языках) - 10 марта 2013 г. - Zaķīšu pirtiņa (1979) (Дубляж на русском, английском, венгерском, немецком, испанском, чешском, польском, словацком, литовском, эстонском, африкаанс, датском, нидерландском, норвежском, шведском, украинском, коми, белорусском, татарском, крымскотатарском, болгарском, греческом, македонском, румынском, португальском (Португалия), португальском (Португалия), итальянском, французском, арабском, персидском, армянском, китайском, корейском, японском, абхазском, аварском, осетинском, чеченском, азербайджанском, албанском, турецком, узбекском, казахском, киргизском, курдском, вьетнамском, грузинском, башкирском и эсперанто языках) - 11 марта 2013 г. - Kā vilks sivēntiņu neapēda (1972) (Дубляж на русском, английском, венгерском, немецком, испанском, чешском, польском, словацком, литовском, эстонском, африкаанс, датском, нидерландском, норвежском, шведском, украинском, коми, белорусском, татарском, крымскотатарском, болгарском, греческом, македонском, румынском, португальском (Португалия), португальском (Португалия), итальянском, французском, арабском, персидском, армянском, китайском, корейском, японском, абхазском, аварском, осетинском, чеченском, азербайджанском, албанском, турецком, узбекском, казахском, киргизском, курдском, вьетнамском, грузинском, башкирском и эсперанто языках) - 12 марта 2013 г. - Ну, погоди! (телевыпуск 1) (1980) (Дубляж на английском, венгерском, немецком, испанском, чешском, польском, словацком, латышском, литовском, эстонском, африкаанс, датском, нидерландском, норвежском, шведском, украинском, коми, белорусском, татарском, крымскотатарском, болгарском, греческом, македонском, румынском, португальском (Португалия), португальском (Португалия), итальянском, французском, арабском, персидском, армянском, китайском, корейском, японском, абхазском, аварском, осетинском, чеченском, азербайджанском, албанском, турецком, узбекском, казахском, киргизском, курдском, вьетнамском, грузинском, башкирском и эсперанто языках) - 13 марта 2013 г. - Ну, погоди! (телевыпуски 2-3) (1981) (Дубляж на английском, венгерском, немецком, испанском, чешском, польском, словацком, латышском, литовском, эстонском, африкаанс, датском, нидерландском, норвежском, шведском, украинском, коми, белорусском, татарском, крымскотатарском, болгарском, греческом, македонском, румынском, португальском (Португалия), португальском (Португалия), итальянском, французском, арабском, персидском, армянском, китайском, корейском, японском, абхазском, аварском, осетинском, чеченском, азербайджанском, албанском, турецком, узбекском, казахском, киргизском, курдском, вьетнамском, грузинском, башкирском и эсперанто языках) - 14 марта 2013 г. - Непоседа (1983) (Дубляж на английском, венгерском, немецком, испанском, чешском, польском, словацком, латышском, литовском, эстонском, африкаанс, датском, нидерландском, норвежском, шведском, украинском, коми, белорусском, татарском, крымскотатарском, болгарском, греческом, македонском, румынском, португальском (Португалия), португальском (Португалия), итальянском, французском, арабском, персидском, армянском, китайском, корейском, японском, абхазском, аварском, осетинском, чеченском, азербайджанском, албанском, турецком, узбекском, казахском, киргизском, курдском, вьетнамском, грузинском, башкирском и эсперанто языках) - 15 марта 2013 г. - Дом для леопарда (1979) (Дубляж на английском, венгерском, немецком, испанском, чешском, польском, словацком, латышском, литовском, эстонском, африкаанс, датском, нидерландском, норвежском, шведском, украинском, коми, белорусском, татарском, крымскотатарском, болгарском, греческом, македонском, румынском, португальском (Португалия), португальском (Португалия), итальянском, французском, арабском, персидском, армянском, китайском, корейском, японском, абхазском, аварском, осетинском, чеченском, азербайджанском, албанском, турецком, узбекском, казахском, киргизском, курдском, вьетнамском, грузинском, башкирском и эсперанто языках) - 16 марта 2013 г. - Чертёнок с пушистым хвостом (1985) (Дубляж на английском, венгерском, немецком, испанском, чешском, польском, словацком, латышском, литовском, эстонском, африкаанс, датском, нидерландском, норвежском, шведском, украинском, коми, белорусском, татарском, крымскотатарском, болгарском, греческом, македонском, румынском, португальском (Португалия), португальском (Португалия), итальянском, французском, арабском, персидском, армянском, китайском, корейском, японском, абхазском, аварском, осетинском, чеченском, азербайджанском, албанском, турецком, узбекском, казахском, киргизском, курдском, вьетнамском, грузинском, башкирском и эсперанто языках) - 17 марта 2013 г. - Раз, два - дружно! (1967) (Дубляж на английском, венгерском, немецком, испанском, чешском, польском, словацком, латышском, литовском, эстонском, африкаанс, датском, нидерландском, норвежском, шведском, украинском, коми, белорусском, татарском, крымскотатарском, болгарском, греческом, македонском, румынском, португальском (Португалия), португальском (Португалия), итальянском, французском, арабском, персидском, армянском, китайском, корейском, японском, абхазском, аварском, осетинском, чеченском, азербайджанском, албанском, турецком, узбекском, казахском, киргизском, курдском, вьетнамском, грузинском, башкирском и эсперанто языках) - 18 марта 2013 г. - Волк и телёнок (1984) (Дубляж на английском, венгерском, немецком, испанском, чешском, польском, словацком, латышском, литовском, эстонском, африкаанс, датском, нидерландском, норвежском, шведском, украинском, коми, белорусском, татарском, крымскотатарском, болгарском, греческом, македонском, румынском, португальском (Португалия), португальском (Португалия), итальянском, французском, арабском, персидском, армянском, китайском, корейском, японском, абхазском, аварском, осетинском, чеченском, азербайджанском, албанском, турецком, узбекском, казахском, киргизском, курдском, вьетнамском, грузинском, башкирском и эсперанто языках) - 19 марта 2013 г. - Ну, погоди! (1969-1986) (Дубляж на английском, венгерском, немецком, испанском, чешском, польском, словацком, латышском, литовском, эстонском, африкаанс, датском, нидерландском, норвежском, шведском, украинском, коми, белорусском, татарском, крымскотатарском, болгарском, греческом, македонском, румынском, португальском (Португалия), португальском (Португалия), итальянском, французском, арабском, персидском, армянском, китайском, корейском, японском, абхазском, аварском, осетинском, чеченском, азербайджанском, албанском, турецком, узбекском, казахском, киргизском, курдском, вьетнамском, грузинском, башкирском и эсперанто языках) - 20 марта 2013 г. - Бобик в гостях у Барбоса (1977) - 3 марта 2013 г. - Three Little Pigs (1933) (Дубляж на русском, венгерском, немецком, испанском, чешском, польском, словацком, латышском, литовском, эстонском, африкаанс, датском, нидерландском, норвежском, шведском, украинском, коми, белорусском, татарском, крымскотатарском, болгарском, греческом, македонском, румынском, португальском (Португалия), португальском (Португалия), итальянском, французском, арабском, персидском, армянском, китайском, корейском, японском, абхазском, аварском, осетинском, чеченском, азербайджанском, албанском, турецком, узбекском, казахском, киргизском, курдском, вьетнамском, грузинском, башкирском и эсперанто языках) - 21 марта 2013 г. - Three Little Pigs (1933) (Дубляж на русском, венгерском, немецком, испанском, чешском, польском, словацком, латышском, литовском, эстонском, африкаанс, датском, нидерландском, норвежском, шведском, украинском, коми, белорусском, татарском, крымскотатарском, болгарском, греческом, македонском, румынском, португальском (Португалия), португальском (Португалия), итальянском, французском, арабском, персидском, армянском, китайском, корейском, японском, абхазском, аварском, осетинском, чеченском, азербайджанском, албанском, турецком, узбекском, казахском, киргизском, курдском, вьетнамском, грузинском, башкирском и эсперанто языках) - 22 марта 2013 г. - Blitz Wolf (1942) (Дубляж на русском, венгерском, немецком, испанском, чешском, польском, словацком, латышском, литовском, эстонском, африкаанс, датском, нидерландском, норвежском, шведском, украинском, коми, белорусском, татарском, крымскотатарском, болгарском, греческом, македонском, румынском, португальском (Португалия), португальском (Португалия), итальянском, французском, арабском, персидском, армянском, китайском, корейском, японском, абхазском, аварском, осетинском, чеченском, азербайджанском, албанском, турецком, узбекском, казахском, киргизском, курдском, вьетнамском, грузинском, башкирском и эсперанто языках) - 23 марта 2013 г. - One Ham's Family (1943) (Дубляж на русском, венгерском, немецком, испанском, чешском, польском, словацком, латышском, литовском, эстонском, африкаанс, датском, нидерландском, норвежском, шведском, украинском, коми, белорусском, татарском, крымскотатарском, болгарском, греческом, македонском, румынском, португальском (Португалия), португальском (Португалия), итальянском, французском, арабском, персидском, армянском, китайском, корейском, японском, абхазском, аварском, осетинском, чеченском, азербайджанском, албанском, турецком, узбекском, казахском, киргизском, курдском, вьетнамском, грузинском, башкирском и эсперанто языках) - 24 марта 2013 г. - Krtek malířem (1972) (Дубляж на русском, английском, венгерском, немецком, испанском, польском, словацком, латышском, литовском, эстонском, африкаанс, датском, нидерландском, норвежском, шведском, украинском, коми, белорусском, татарском, крымскотатарском, болгарском, греческом, македонском, румынском, португальском (Португалия), португальском (Португалия), итальянском, французском, арабском, персидском, армянском, китайском, корейском, японском, абхазском, аварском, осетинском, чеченском, азербайджанском, албанском, турецком, узбекском, казахском, киргизском, курдском, вьетнамском, грузинском, башкирском и эсперанто языках) - 25 марта 2013 г. - Reksio poliglota (1967) (Дубляж на русском, английском, венгерском, немецком, испанском, словацком, латышском, литовском, эстонском, африкаанс, датском, нидерландском, норвежском, шведском, украинском, коми, белорусском, татарском, крымскотатарском, болгарском, греческом, македонском, румынском, португальском (Португалия), португальском (Португалия), итальянском, французском, арабском, персидском, армянском, китайском, корейском, японском, абхазском, аварском, осетинском, чеченском, азербайджанском, албанском, турецком, узбекском, казахском, киргизском, курдском, вьетнамском, грузинском, башкирском и эсперанто языках) - 26 марта 2013 г. - Fantadroms (1985-1995) (Дубляж на русском, венгерском, немецком, испанском, чешском, польском, словацком, литовском, эстонском, африкаанс, датском, нидерландском, норвежском, шведском, украинском, коми, белорусском, татарском, крымскотатарском, болгарском, греческом, македонском, румынском, португальском (Португалия), португальском (Португалия), итальянском, французском, арабском, персидском, армянском, китайском, корейском, японском, абхазском, аварском, осетинском, чеченском, азербайджанском, албанском, турецком, узбекском, казахском, киргизском, курдском, вьетнамском, грузинском, башкирском и эсперанто языках) - 27 марта 2013 г. - Neparastie rīdzinieki (2001) (Дубляж на русском, английском, венгерском, немецком, испанском, чешском, польском, словацком, литовском, эстонском, африкаанс, датском, нидерландском, норвежском, шведском, украинском, коми, белорусском, татарском, крымскотатарском, болгарском, греческом, македонском, румынском, португальском (Португалия), португальском (Португалия), итальянском, французском, арабском, персидском, армянском, китайском, корейском, японском, абхазском, аварском, осетинском, чеченском, азербайджанском, албанском, турецком, узбекском, казахском, киргизском, курдском, вьетнамском, грузинском, башкирском и эсперанто языках) - 28 марта 2013 г. - Zaķīšu pirtiņa (1979) (Дубляж на русском, английском, венгерском, немецком, испанском, чешском, польском, словацком, литовском, эстонском, африкаанс, датском, нидерландском, норвежском, шведском, украинском, коми, белорусском, татарском, крымскотатарском, болгарском, греческом, македонском, румынском, португальском (Португалия), португальском (Португалия), итальянском, французском, арабском, персидском, армянском, китайском, корейском, японском, абхазском, аварском, осетинском, чеченском, азербайджанском, албанском, турецком, узбекском, казахском, киргизском, курдском, вьетнамском, грузинском, башкирском и эсперанто языках) - 29 марта 2013 г. - Kā vilks sivēntiņu neapēda (1972) (Дубляж на русском, английском, венгерском, немецком, испанском, чешском, польском, словацком, литовском, эстонском, африкаанс, датском, нидерландском, норвежском, шведском, украинском, коми, белорусском, татарском, крымскотатарском, болгарском, греческом, македонском, румынском, португальском (Португалия), португальском (Португалия), итальянском, французском, арабском, персидском, армянском, китайском, корейском, японском, абхазском, аварском, осетинском, чеченском, азербайджанском, албанском, турецком, узбекском, казахском, киргизском, курдском, вьетнамском, грузинском, башкирском и эсперанто языках) - 30 марта 2013 г. - Ну, погоди! (телевыпуск 1) (1980) (Дубляж на английском, венгерском, немецком, испанском, чешском, польском, словацком, латышском, литовском, эстонском, африкаанс, датском, нидерландском, норвежском, шведском, украинском, коми, белорусском, татарском, крымскотатарском, болгарском, греческом, македонском, румынском, португальском (Португалия), португальском (Португалия), итальянском, французском, арабском, персидском, армянском, китайском, корейском, японском, абхазском, аварском, осетинском, чеченском, азербайджанском, албанском, турецком, узбекском, казахском, киргизском, курдском, вьетнамском, грузинском, башкирском и эсперанто языках) - 31 марта 2013 г. - Ну, погоди! (телевыпуски 2-3) (1981) (Дубляж на английском, венгерском, немецком, испанском, чешском, польском, словацком, латышском, литовском, эстонском, африкаанс, датском, нидерландском, норвежском, шведском, украинском, коми, белорусском, татарском, крымскотатарском, болгарском, греческом, македонском, румынском, португальском (Португалия), португальском (Португалия), итальянском, французском, арабском, персидском, армянском, китайском, корейском, японском, абхазском, аварском, осетинском, чеченском, азербайджанском, албанском, турецком, узбекском, казахском, киргизском, курдском, вьетнамском, грузинском, башкирском и эсперанто языках)
1. ↑  Рязанский политехнический колледж — Областное государственное бюджетное профессиональное образовательное учреждение "Рязанский политехнический колледж". Дата обращения: 16 августа 2025.